# 约翰·贾维斯
约翰·阿瑟·贾维斯（英語：John Arthur Jarvis，1872年2月24日—1933年5月9日），英国男子水球、游泳运动员。他曾代表英国参加1900年和1908年夏季奥林匹克运动会，其中1900年奥运会获得三枚金牌。